# چاولکان وزیر
چاولکان وزیر، روستایی از توابع بخش سرشیو شهرستان مریوان در استان کردستان ایران است.
شغل عمده مردم این روستا کشاورزی و باغداری و دامپروری می باشد.
کوه های مرتفع و منظره ی کوهستانی روستا از حاذبه های دیدنی آن به شمار می رود.

## جمعیت
این روستا در دهستان گلچیدر قرار دارد و براساس سرشماری مرکز آمار ایران در سال ۱۳۸۵، جمعیت آن ۲۳۲ نفر (۴۲خانوار) بوده‌است.